# Wings of the Navy
 Wings of the Navy és una pel·lícula estatunidenca de Lloyd Bacon estrenada el 1939.

## Argument
L'oficial de marina Jerry Harrington (John Payne) se'n va a Pensacola per entrenar-se com a cadet de vol, tal com van fer el seu pare i el seu germà, l'aviador Cass Harrington (George Brent). Jerry acaba enamorant-se de la xicota d'aquest, Irene Dale (Olivia de Havilland), cosa que incrementa encara més la rivalitat entre els dos germans. Quan el Tinent Cass resulta ferit i ha de retirar-se, i Jerry es converteix en pilot, Irene haurà de decidir quin dels dos s'estima.

## Repartiment
- George Brent: Tinent Cass Harrington
- Olivia de Havilland: Irene Dale
- John Payne: Jerry Harrington
- Frank McHugh: Scat Allen
- John Litel: Comandant Clark
- Victor Jory: Tinent Parsons
- Henry O'Neill: locutor del pròleg
- John Ridgely: Dan Morrison
- John Gallaudet: Tinent Harry White (instructor de vol a Pensacola)
- Donald Briggs: Instructor
- Edgar Edwards: Ted Parsons
- Regis Toomey: instructor de vol 1
- Alberto Morin: Tinent Armando Costa
- Jonathan Hale: Comandant
- Pierre Watkin: capità March